# Canthium inerme
Canthium inerme es una especie de árbol de la familia de las rubiáceas. Es un endemismo de Sudáfrica. Tiene pequeños frutos comestibles y  una variedad de usos en la medicina tradicional.

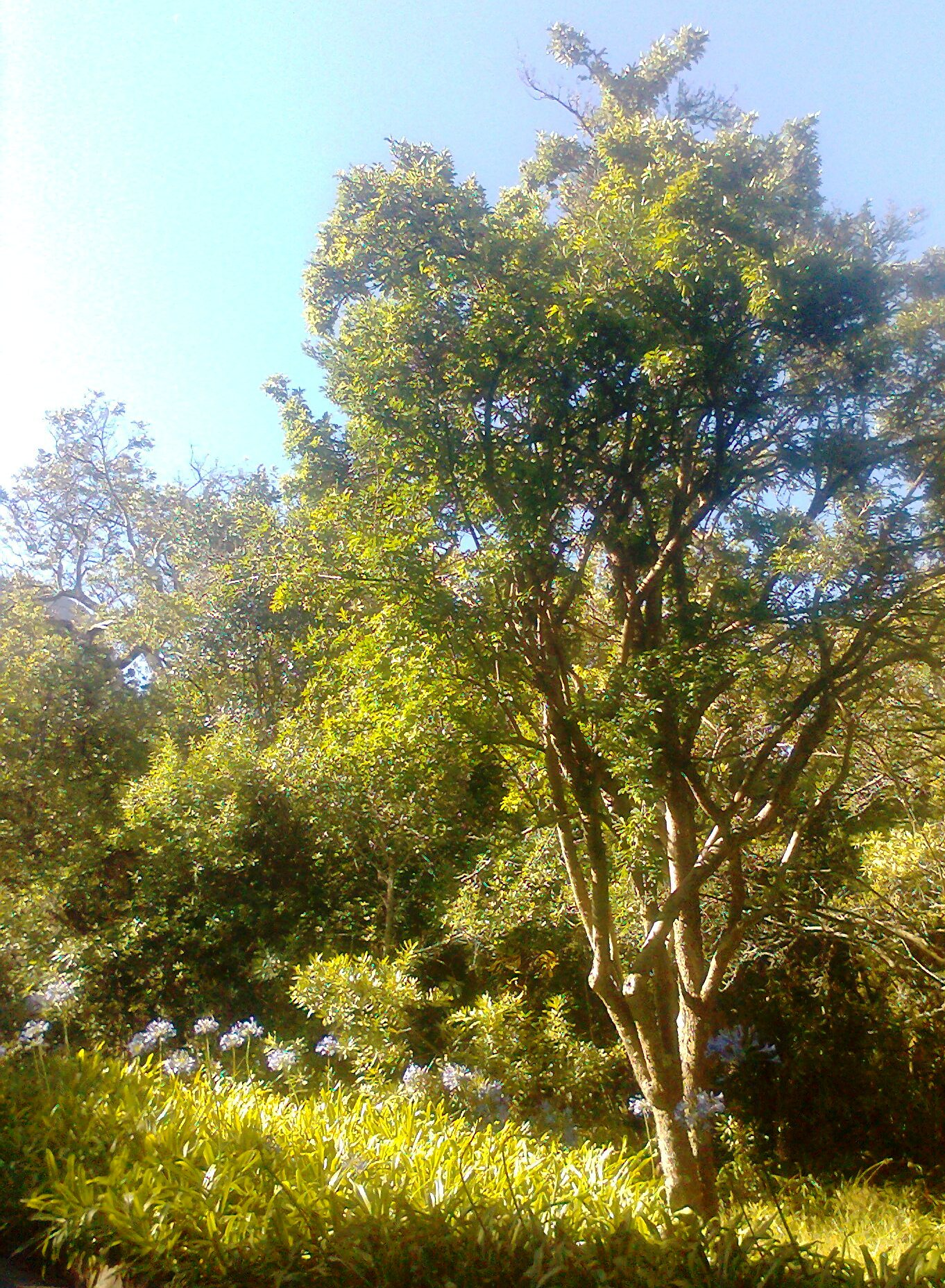
Vista de la planta

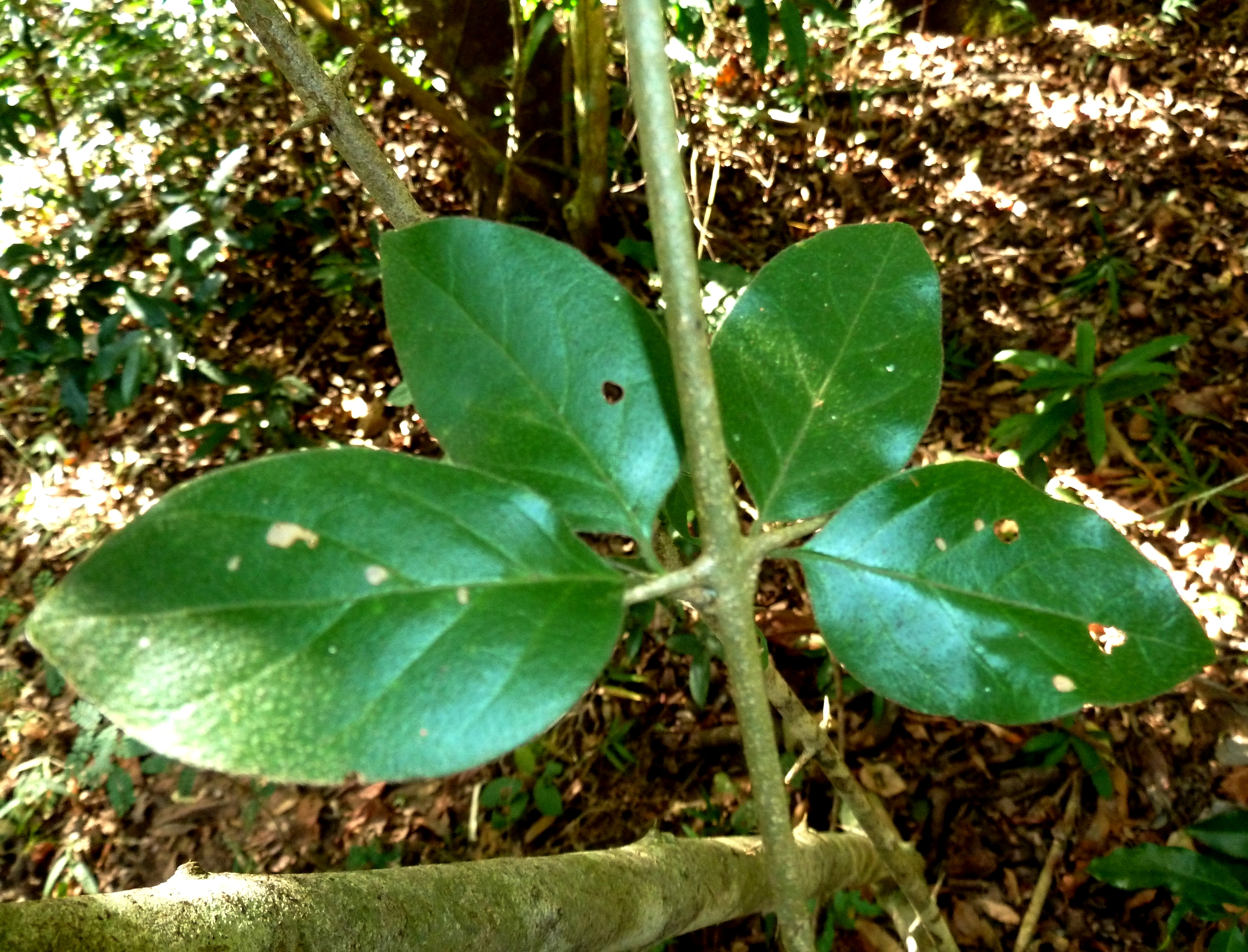
Hojas

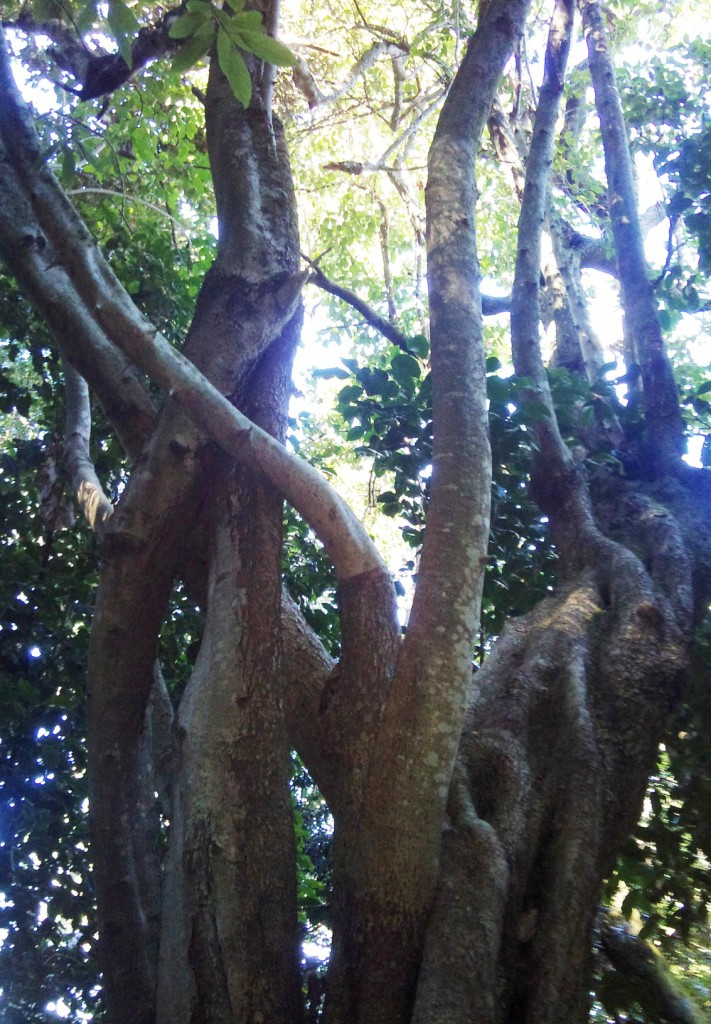
Troncos

## Descripción
Es un árbol que alcanza un tamaño de  hasta 14 m de altura, aunque generalmente mide entre 3 y 7 m, con la copa redondeada. Los árboles pueden ser individuales o multitallos, con el tallo principal que puede alcanzar los 360 mm de diámetro. Los tallos son de color gris suave y pálido, convirtiéndose en ásperos y oscuros con la edad. La superficie lisa y los tallos de color claro  son una característica muy atractiva de la especie, lo que permite que el árbol se diferencie visualmente de sus alrededores. 
Las hojas son  de color verde claro, brillante y sin pelos, con una textura suave y correosa. Son simples y opuestas, elípticas,  de 25 a 100 x 10-45 mm.  Los pecíolos son de hasta 15 mm de largo, y estípulas de hasta 4 mm de longitud. 
Las flores de color crema con verde-amarillo flores se producen de agosto a febrero. Son de tamaño pequeño y por lo general se producen en densos racimos axilares de hasta 30 mm de diámetro.

## Distribución y hábitat
Tiene una amplia distribución, se producen desde Ciudad del Cabo en el sur, a lo largo de la costa oriental de Sudáfrica hasta Mozambique y tierra adentro hasta Zimbabue. Este árbol adaptable también se produce en una variedad de hábitats, desde bosques afro-montanos a los pastizales de la costa  y sabana, y desde el nivel del mar hasta los 1700 m de altitud. En el jardín, el árbol atrae a las aves, mientras que también sirve como una protección de seguridad.

## Usos
Canthium inerme, se utiliza con fines medicinales, las hojas se utilizan en el tratamiento de dolencias del estómago. Los frutos son consumidos por la gente. El árbol ha sido muy utilizado como refugio, mientras que la madera, que es dura, pesada y dura,  se ha utilizado  para la fabricación de muebles. La especie, con su potencial hortícola cada vez más reconocida, que ahora se encuentran en el comercio de viveros de Sudáfrica.

## Taxonomía
Canthium inerme fue descrita por (L.f.) Kuntze y publicado en Revis. Gen. Pl. 3(2): 545, en el año 1898.
Etimología
Canthium: nombre genérico de una latinización de "kantankara", un nombre malayalam  de Kerala para Canthium coromandelicum. Kantan significa "brillante" y kara significa "un arbusto espinoso".
inerme: epíteto latíno que significa "desarmado, sin espinas"
Sinonimia
- Canthium swynnertonii S.Moore
- Canthium thunbergianum Cham. & Schltdl.
- Canthium ventosum Kuntze
- Lycioserissa capensis (Thunb.) Roem. & Schult.
- Lycium inerme L.f.
- Plectronia swynnertonii (S.Moore) Eyles
- Serissa capensis Thunb.[5]